# Alvdal
Alvdal er en kommune i Østerdalen i Innlandet fylke i Norge. Her ligger Nordeuropas næststørste canyon, Jutulhogget.
Alvdal grænser i nord til Tynset, i øst og syd til Rendalen, i syd til Stor-Elvdal, og i vest til Folldal. Bygden er måske mest kendt for multikunstneren Kjell Aukrust, som henlagde handlingen i flere af sine bøger til området. Aukrusts tegninger og fortællinger er hovedattaktionen i Aukrustsenteret, som også er kommunens tusindårssted. Filmen Flåklypa Grand Prix er baseret på Aukrusts skikkelser.

## Historie
Navnet Alvdal kommer af norrønt Elfardalr (= elvedal, floddal). Fund af dyregrave og jernudvindingspladser viser, at der har været menneskelig aktivitet i området siden ældre stenalder (før 4000 f.Kr.) og også i jernalderen (fra 400 f.Kr.). I nyere tid er der registreret omkring 4 000 kulturmindefund i Alvdals udmark, deriblandt to klæberstensbrud, to kalkstensbrud, et skiferbrud og flere gråstensbrud.
Ved oprettelsen av herredskommunerne i 1837 var Alvdal et anneks under Tynset præstegæld. Alvdal blev eget herred under navnet Lilleelvdalen fra 1. januar 1864. Størstedelen af området var udskilt fra Tynset (Tønset) herred. Dertil omfattede herredet Nedre Foldalen. Dette område er senere skilt fra Lilleelvdalen (1. januar 1914), hvorved Folldal blev egen kommune. I 1917 skiftede kommunen navn til Alvdal.